# Paula Prentiss
Paula Prentiss, pseudonimo di Paula Ragusa (San Antonio, 4 marzo 1938), è un'attrice statunitense.

## Biografia
Figlia di Paulene Gardner e Thomas J. Ragusa, professore universitario di scienze sociali di origini siciliane, e sorella maggiore di Ann Prentiss (attrice, deceduta nel 2010), ottenne il suo primo contratto cinematografico con la MGM mentre studiava teatro alla Northwestern University, dove conobbe il suo futuro marito. 
Esordì nel cinema nel 1960 con il film La spiaggia del desiderio di Henry Levin accanto a Jim Hutton, con cui fece coppia sullo schermo in altri quattro film fino al 1964 per volere dei produttori, che vedevano in loro la moderna replica di un duetto romantico tipo William Powell-Myrna Loy. La sua brillante interpretazione le valse l'anno dopo un Laurel Award come miglior attrice. 
Tra i film successivi, in cui ebbe occasione di mostrare freschezza, vitalità e umorismo, si segnalano Per favore non toccate le palline (1961), insieme a Jim Hutton e Steve McQueen, e Caccia al tenente (1962), entrambi diretti da Richard Thorpe. Nel 1961 affiancò Bob Hope, Lana Turner e ancora una volta Jim Hutton nella commedia Uno scapolo in paradiso di Jack Arnold. Nell'ottobre dello stesso anno sposò l'attore e futuro regista Richard Benjamin, che negli anni guiderà la carriera della moglie. 
Ancora sotto contratto con la MGM, nel 1964 l'attrice acquisì notorietà internazionale con il ruolo di Abigail Page nella commedia Lo sport preferito dall'uomo, prodotta dalla Universal Pictures e diretta da Howard Hawks, nella quale ebbe come partner Rock Hudson.
Bruna e longilinea, l'attrice si affermò definitivamente per le sue doti brillanti in pellicole come La vita privata di Henry Orient (1964) di George Roy Hill, al fianco di Peter Sellers, In cerca d'amore (1964) di Don Weis, Prima vittoria (1965) di Otto Preminger e soprattutto Ciao Pussycat (1965) di Clive Donner, dove con brio e autoironia interpretò il personaggio della spogliarellista Liz, accanto a Peter O'Toole e nuovamente Sellers. Tuttavia, sul set parigino del film la Prentiss accusò una crisi nervosa per cui venne ricoverata in una clinica di New York allontanandosi per diverso tempo dal mondo dello spettacolo.

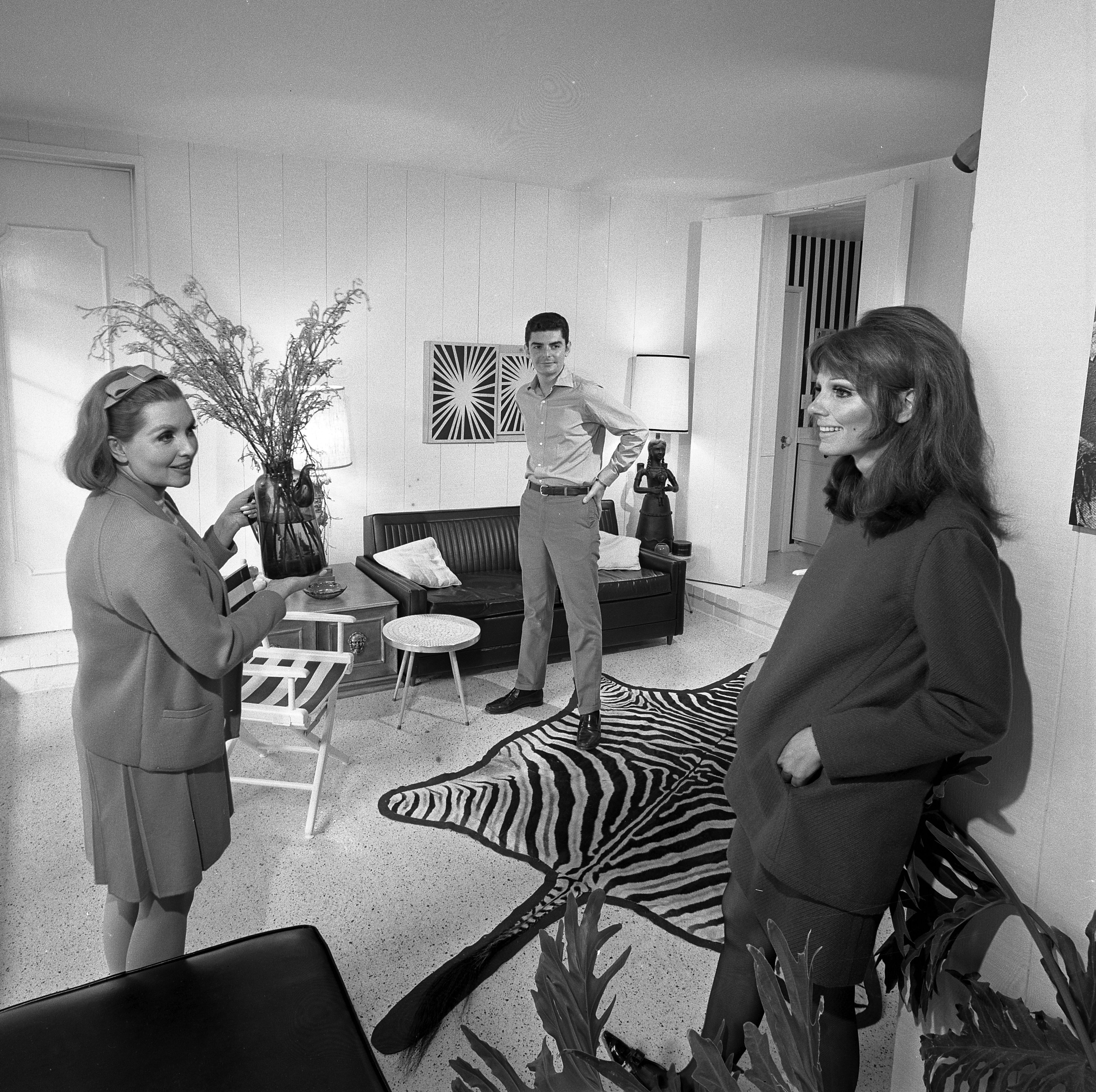
Paula Prentiss (dx) con Patricia Barry e Dick Benjamin

Modificando in parte la propria immagine, tornerà sul grande schermo soltanto nel 1970, alternando la commedia al dramma e alla satira: recitò in Comma 22 (1970) di Mike Nichols, Dai... muoviti (1970) di Stuart Rosenberg, Il mio uomo è una canaglia (1971) di Ivan Passer, Amiamoci così, belle signore (1972) di Gene Saks, Perché un assassinio (1974) di Alan J. Pakula, Crazy Joe (1974) di Carlo Lizzani e La fabbrica delle mogli (1975) di Bryan Forbes. Negli anni successivi diradò nuovamente le sue apparizioni al cinema e alla televisione. 
Attiva anche sul piccolo schermo, nel 1968 la Prentiss fu candidata all'Emmy Award come miglior attrice in un ruolo brillante per la sit-com televisiva He & She (1967-1968), diretta dal marito, insieme al quale fu impegnata anche in importanti produzioni teatrali. 
Agli inizi degli anni ottanta tornò al cinema e, nel 1981, alla MGM e al genere brillante, affiancando Jack Lemmon e Walter Matthau in Buddy Buddy, ultimo film di Billy Wilder. Da allora la Prentiss, pur con minore frequenza, continuò a partecipare a produzioni soprattutto televisive. Nel 2016 riapparve sul grande schermo con un ruolo di rilievo nel film horror Sono la bella creatura che vive in questa casa di Oz Perkins, presentato in concorso anche al Toronto International Film Festival.
Dal matrimonio con Richard Benjamin sono nati due figli, Ross (1974) e Prentiss (1978), divenuti anch'essi attori.

## Filmografia parziale

### Cinema
- La spiaggia del desiderio (Where the Boys Are), regia di Henry Levin (1960)
- Per favore non toccate le palline (The Honeymoon Machine), regia di Richard Thorpe (1961)
- Uno scapolo in paradiso (Bachelor in Paradise), regia di Jack Arnold (1961)
- Caccia al tenente (The Horizontal Lieutenant), regia di Richard Thorpe (1962)
- Per sempre con te (Follow the Boys), regia di Richard Thorpe (1963)
- Lo sport preferito dall'uomo (Man's Favorite Sport?), regia di Howard Hawks (1964)
- La vita privata di Henry Orient (The World of Henry Orient), regia di George Roy Hill (1964)
- In cerca d'amore (Looking for Love), regia di Don Weis (1964)
- Prima vittoria (In Harm's Way), regia di Otto Preminger (1965)
- Ciao Pussycat (What's New Pussycat), regia di Clive Donner (1965)
- Dai... muoviti (Move), regia di Stuart Rosenberg (1970)
- Comma 22 (Catch-22), regia di Mike Nichols (1970)
- Il mio uomo è una canaglia (Born to Win), regia di Ivan Passer (1971)
- Amiamoci così, belle signore (Last of the Red Hot Lovers), regia di Gene Saks (1972)
- Crazy Joe, regia di Carlo Lizzani (1974)
- Perché un assassinio (The Parallax View), regia di Alan J. Pakula (1974)
- La fabbrica delle mogli (The Stepford Wives), regia di Bryan Forbes (1975)
- The Black Marble, regia di Harold Becker (1980)
- Saturday the 14th, regia di Howard R. Cohen (1981)
- Buddy Buddy, regia di Billy Wilder (1981)
- Scambio di identità (Mrs. Winterbourne), regia di Richard Benjamin (1996) - non accreditata
- Hard Four, regia di Charles Dennis (2007)
- Sono la bella creatura che vive in questa casa (I Am the Pretty Thing That Lives in the House), regia di Oz Perkins (2016)

### Televisione
- Indirizzo permanente (77 Sunset Strip) - serie TV, episodio 6x12 (1963)
- He & She - serie TV, 26 episodi (1967-1968)
- La signora in giallo (Murder, She Wrote) - serie TV, episodio 8x13 (1992)
- La legge di Burke (Burke's Law) - serie TV, 1 episodio (1995)

## Doppiatrici italiane
- Ria Saba in La spiaggia del desiderio, Per favore non toccate le palline, Uno scapolo in paradiso
- Rosetta Calavetta in Prima vittoria, Ciao Pussycat
- Maria Pia Di Meo in Lo sport preferito dall'uomo, Buddy Buddy
- Rita Savagnone in La vita privata di Henry Orient
- Solvejg D'Assunta in La fabbrica delle mogli